# Suore del Santissimo Sacramento per gli indiani e i negri
Le Suore del Santissimo Sacramento per gli indiani e i negri (in latino Institutum Sororum a Sanctissimo Sacramento pro Indianis Gentibusque Coloratis, in inglese Sisters of the Blessed Sacrament for Indians and Colored People) sono un istituto religioso femminile di diritto pontificio: le suore di questa congregazione pospongono al loro nome la sigla S.B.S. (Sisters of the Blessed Sacrament).

## Storia

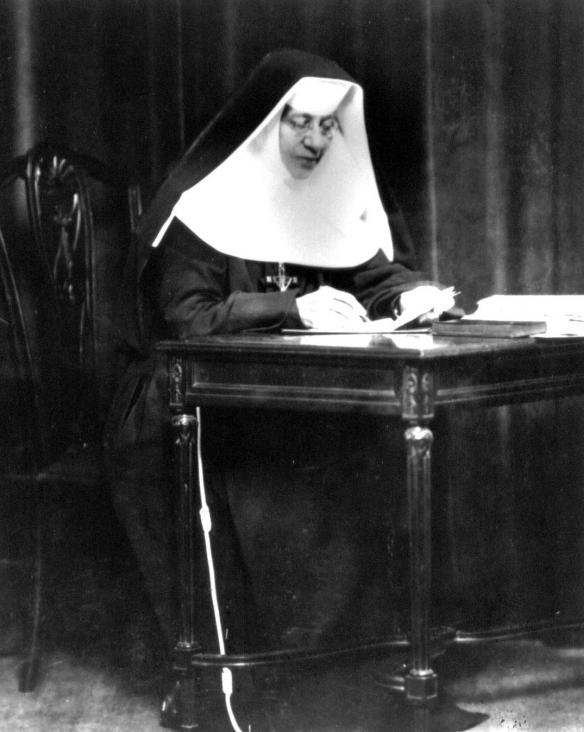
Katharine Mary Drexel, fondatrice della congregazione

La congregazione venne fondata in Pennsylvania da madre Katharine Mary Drexel (1858-1955): erede di una cospicua fortuna (suo padre, il banchiere Francis Anthony Drexel, era socio di John Pierpont Morgan), iniziò a meditare di entrare come monaca in un ordine contemplativo ma, su invito di James O'Connor, vicario apostolico del Nebraska, e di papa Leone XIII, decise di iniziare un nuovo istituto interamente dedicato all'apostolato presso le comunità amerinde e afroamericane.
La congregazione sorse ufficialmente il 12 febbraio 1891 con l'approvazione di Patrick John Ryan, arcivescovo di Filadelfia; ricevette il pontificio decreto di lode il 16 febbraio 1897 e le sue costituzioni vennero approvate definitivamente dalla Santa Sede il 25 maggio 1913; venne aggregata all'Ordine dei Frati Minori Conventuali il 15 agosto 1912.
La fondatrice è stata proclamata santa in Piazza San Pietro a Roma il 1º ottobre 2000 da papa Giovanni Paolo II.

## Attività e diffusione
Le Suore del Santissimo Sacramento si dedicano prevalentemente all'istruzione e all'educazione cristiana dei ragazzi di colore e ai nativi: gestiscono scuole primarie e secondarie e la Xavier University di New Orleans.
Sono presenti negli Stati Uniti d'America e ad Haiti. La sede generalizia è a Bensalem, in Pennsylvania.
Alla fine del 2008 la congregazione contava 157 religiose in 40 case.